# Ibbenbüren
Ibbenbüren is een stad en gemeente in de Duitse deelstaat Noordrijn-Westfalen, gelegen in de Kreis Steinfurt. De gemeente telt 51.526 inwoners (31 december 2020) op een oppervlakte van 108,55 km². Ibbenbüren is de grootste stad in het Tecklenburger Land en is bekend om de steengroeven in de omgeving, die het naar de stad genoemde zandsteen voortbrengen. 

## Indeling
Ibbenbüren bestaat uit negen stadsdelen. Gesorteerd naar inwonertal (Stand: 31 maart 2020):
| Stadsdeel (plaats)    | Inwoners | Verandering (sinds 31 maart 2010) |
| --------------------- | -------- | --------------------------------- |
| Ibbenbüren            | 24.136   | +768                              |
| Laggenbeck/Osterledde | 9.558    | +90                               |
| Püsselbüren           | 4.956    | +247                              |
| Bockraden             | 4.624    | −129                              |
| Alstedde/Schafberg    | 3.960    | +156                              |
| Dickenberg            | 3.263    | +32                               |
| Dörenthe              | 1.418    | +15                               |
| Lehen/Schierloh       | 1.370    | −39                               |
| Uffeln                | 787      | +11                               |

Totaal gehele gemeente: 54.072 inwoners per 31 maart 2020.
Van de christenen in de gemeente is iets meer dan de helft rooms-katholiek. De overigen zijn overwegend evangelisch-luthers.

## Ligging, verkeer, vervoer
Ibbenbüren ligt in een dal tussen de heuvelrug Ibbenbürener Bergplatte ten noorden van de stad, en ten zuiden van de stad de westkant van het Tecklenburger Land. Ibbenbüren ligt  direct ten noorden van Tecklenburg, in de tot circa 160 meter boven zeeniveau komende westelijke uitlopers van het Teutoburger Woud. De stad Osnabrück ligt ongeveer 25 km ten oosten van Ibbenbüren.

### Wegverkeer
Ibbenbüren heeft twee, 4 km van elkaar verwijderde,  afritten aan de A30 Hengelo - Osnabrück, waarvan de oostelijkste naar het stadsdeel Laggenbeck leidt. Noordelijk door de stad loopt een andere oost-west-route, de B65 Osnabrück- Rheine. Een noord-zuid-route, geen Bundesstraße, loopt van Mettingen door de stad naar Greven.

### Openbaar vervoer
Ibbenbüren heeft een spoorwegstation aan de internationale hoofdspoorlijn Amsterdam-Osnabrück-Berlijn. Zie: spoorlijn Löhne - Rheine voor meer details.
Aan deze lijn liggen de stoptreinstations Ibbenbüren-Esch bij Püsselbüren, 6 km ten westen van Ibbenbüren, en Laggenbeck, 4 km ten oosten van de stad.
In de stad splitst zich een zijlijn af richting Lengerich en Bad Iburg. De zijlijn is een museumspoorlijn waar af en toe toeristische ritten met historische (stoom)treinen worden uitgevoerd. De zijlijn heeft zelf weer een zijtak naar de binnenhaven van Dörenthe.
Ibbenbüren heeft een regelmatige busverbinding met Tecklenburg en Lengerich.

### Vliegverkeer
De Flughafen Münster-Osnabrück ligt ruim 20 km ten zuiden van Ibbenbüren.

### Waterwegen
Nabij het stadsdeel Dörenthe heeft de gemeente de beschikking over een binnenhaven aan het Dortmund-Eemskanaal, en bij stadsdeel Uffeln een binnenhaven aan het Mittellandkanaal.
Door Ibbenbüren zelf loopt een beek met de naam Ibbenbürener Aa met in de stad het meertje Aasee. Deze wateren zijn alleen van belang voor de waterhuishouding en het toerisme.

## Economie

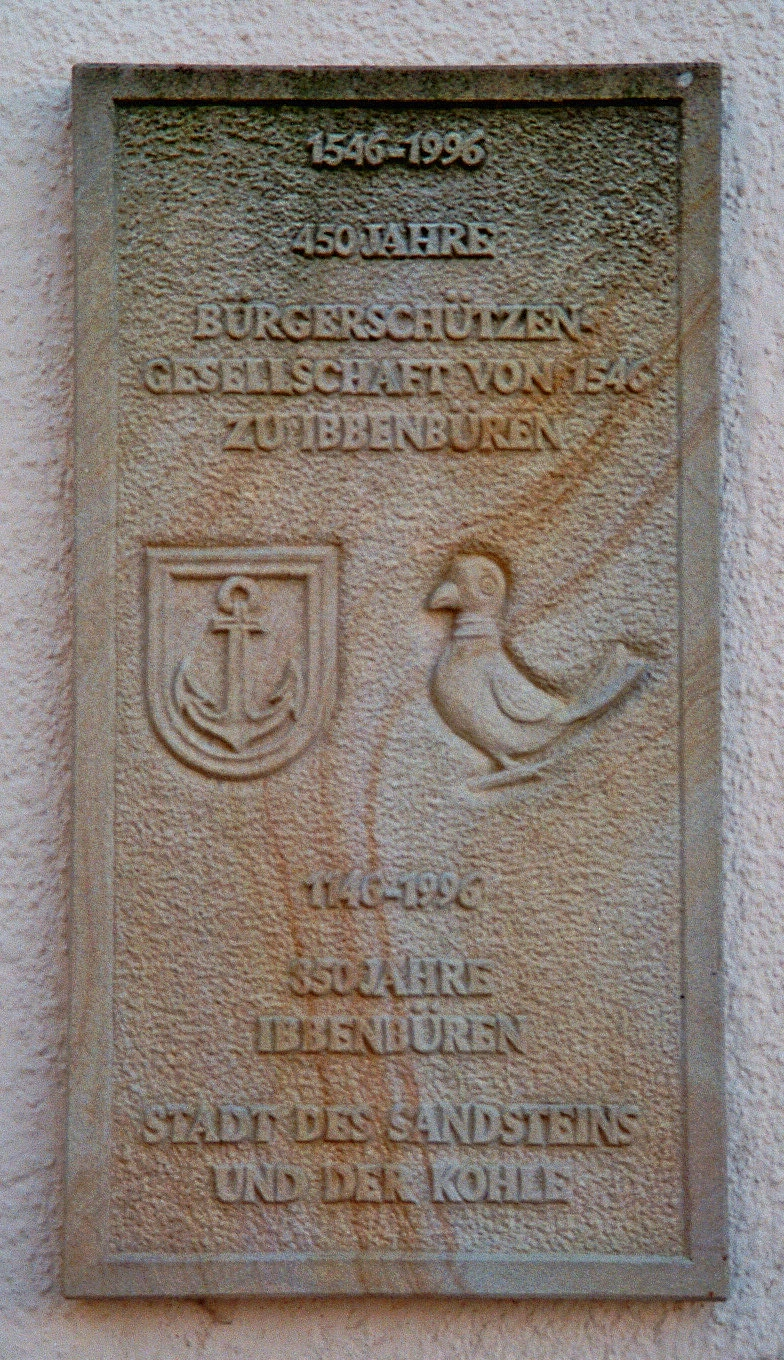
Ibbenbürener zandsteen
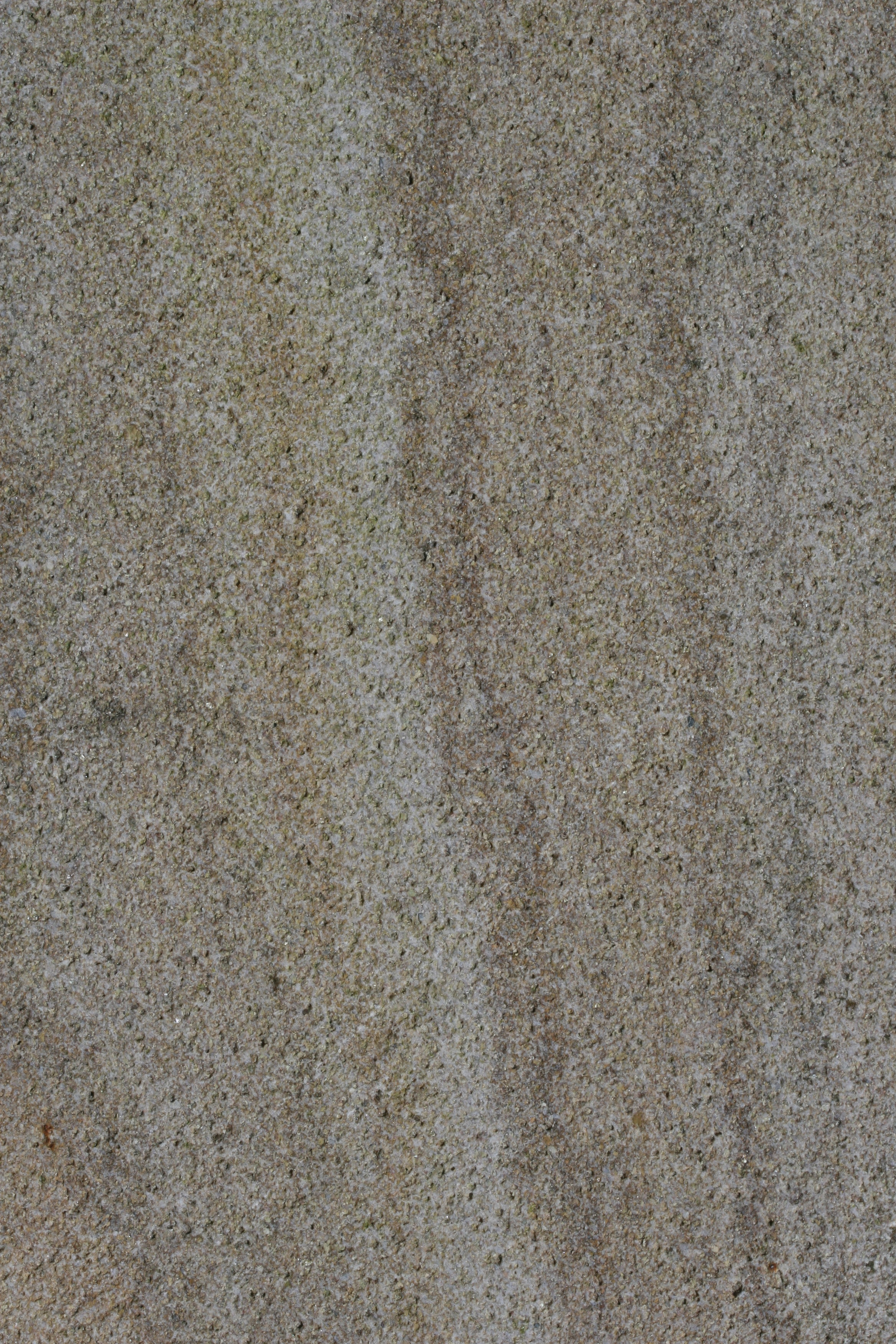
Ibbenbürener zandsteen
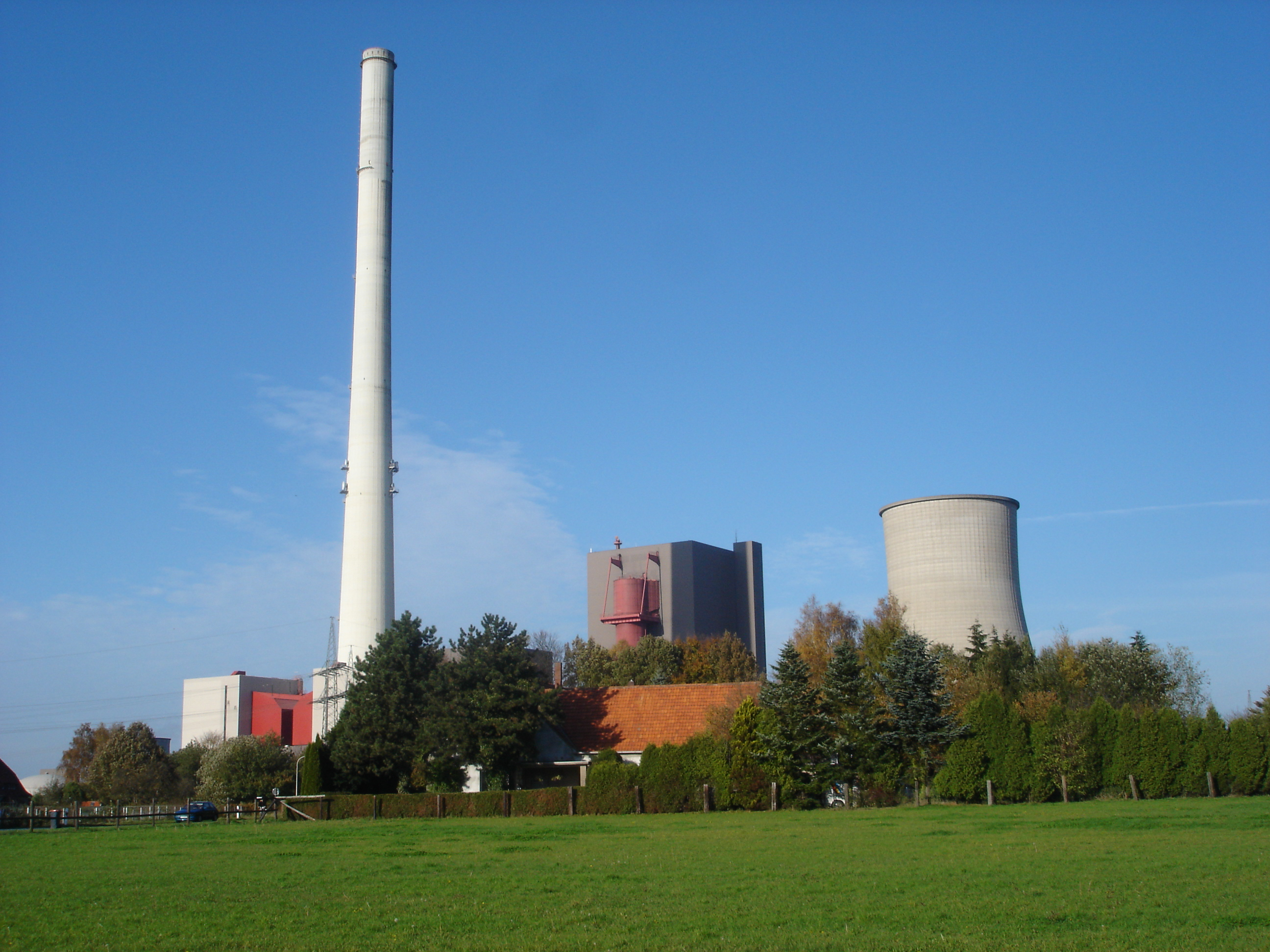
De kolencentrale

De mijnbouw is als economische factor van de gemeente sterk in belang afgenomen. Er vindt alleen nog zand- en kalksteenwinning plaats. Met name de uit de geologische periode Westfalien daterende, kwartshoudende, relatief goed tegen erosie bestand zijnde zandsteen van de Dickenberg wordt nog afgegraven in steengroeven. De steengroeven bevinden zich in Dickenberg en Uffeln (gemeente Ibbenbüren) en in Obersteinbeck en Steinbeck (gemeente Recke). Verspreid liggen er verlaten steengroeven in het landschap, waar de natuur haar greep op heeft hernomen. Enkele van deze verlaten steengroeven vertonen een ecologisch waardevolle ontwikkeling en zijn reeds, of worden wellicht in de toekomst, tot natuurreservaat verklaard.
Door de beëindiging van de steenkoolwinning in de stad en de algemene klimaatbeschermingsmaatregelen was de toekomst van de, voor de stroomvoorziening gebruikte kolencentrale in Ibbenbüren, onzeker. Op 7 april is de centrale gesloopt door deze op te blazen. Op de plaats ervan komt een windpark.
Nieuwe, in heel Duitsland opererende bedrijven in de stad zijn o.a. een groothandel in muziekinstrumenten, -boeken en geluidsapparatuur, alsmede een fabriek waar koolzaadolie gemaakt wordt.
Vanwege het natuurschoon van het nabije Teutoburger Woud is het toerisme daarentegen steeds belangrijker geworden.
Ook de transport- en logistieksector neemt in omvang en belang toe.

## Geschiedenis

### Economische geschiedenis

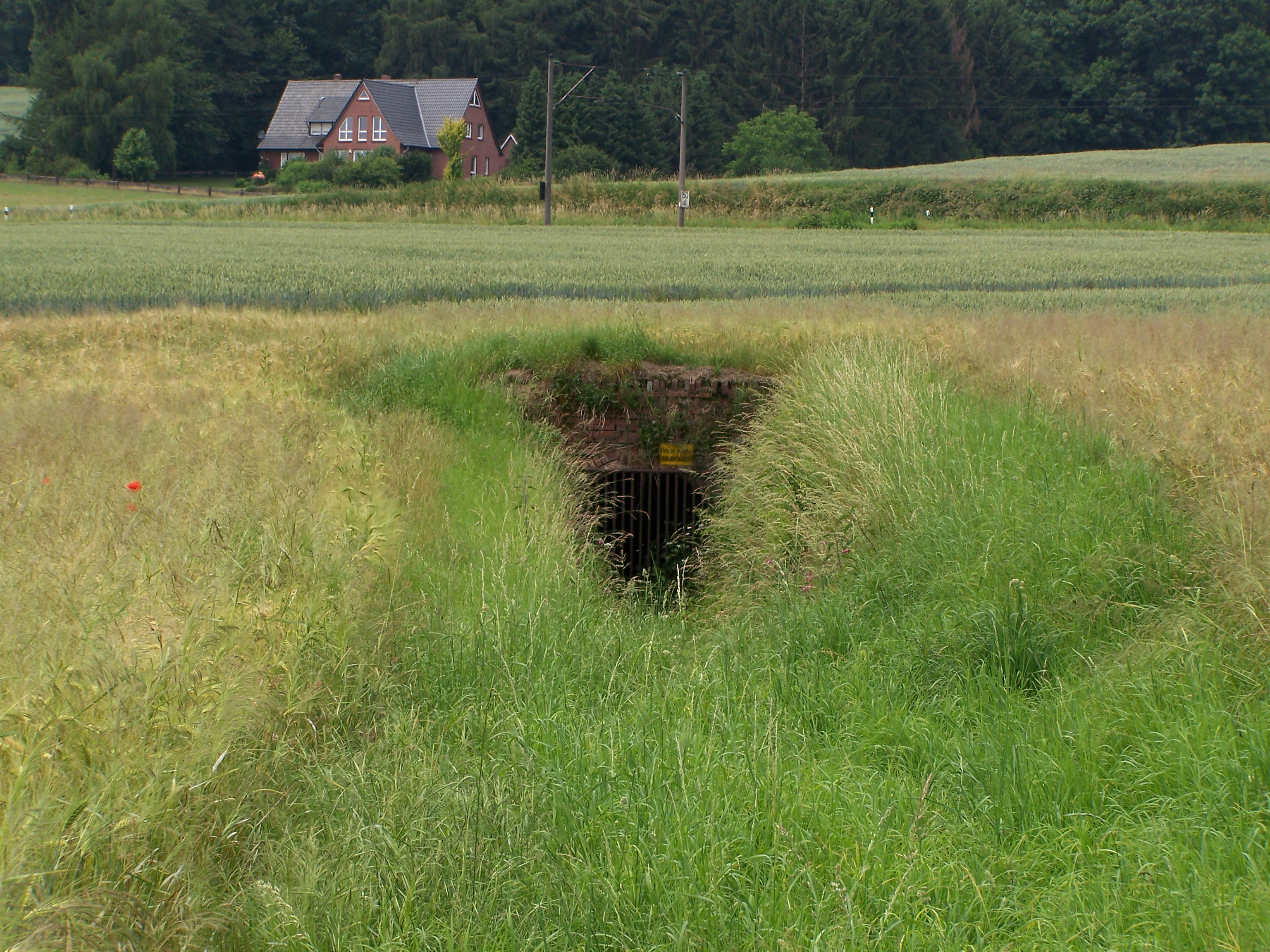
Mijngat van de voormalige Permer Stollen
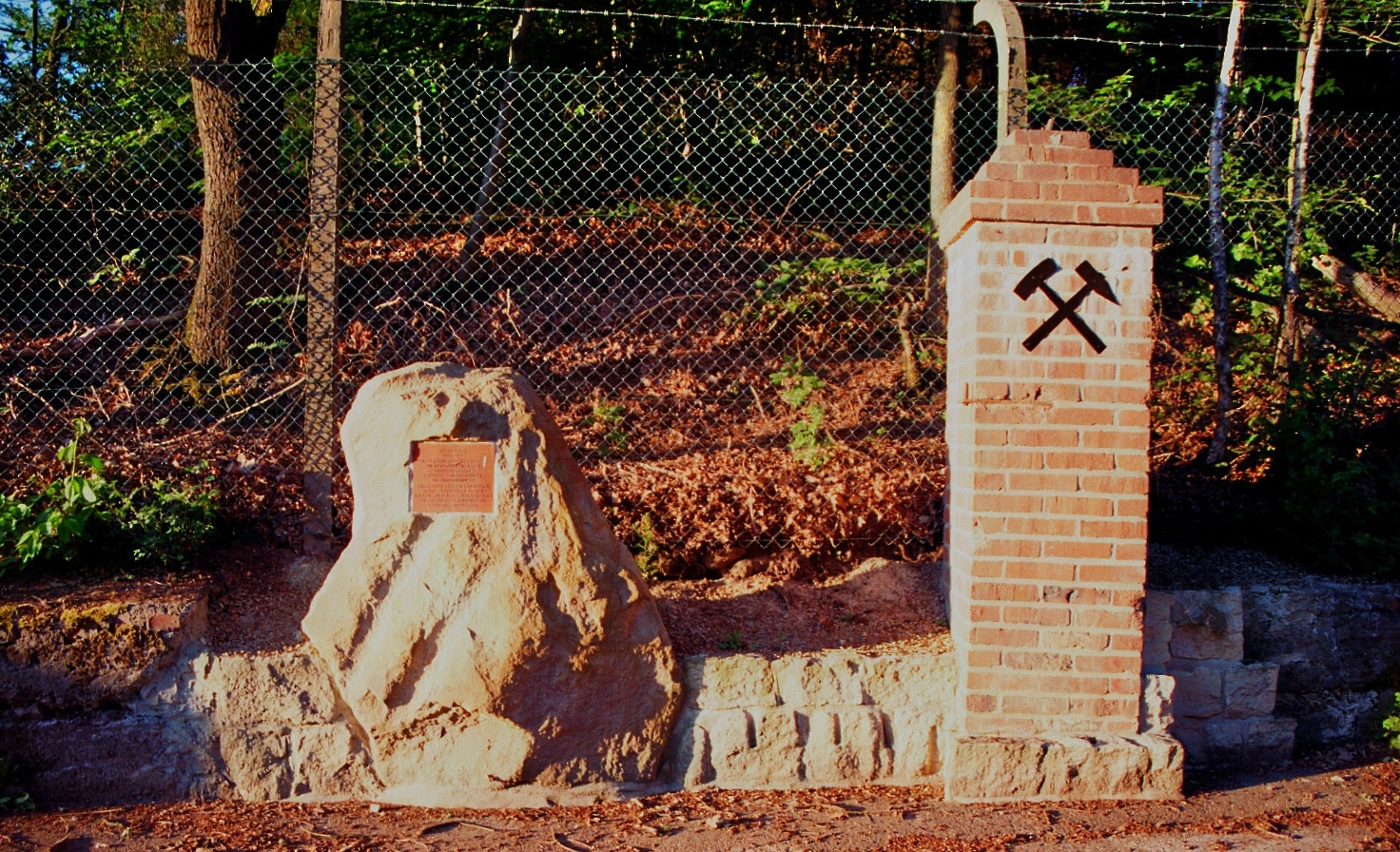
Uffeln, gedenksteen v.m. steenkoolmijn Grube Mieke
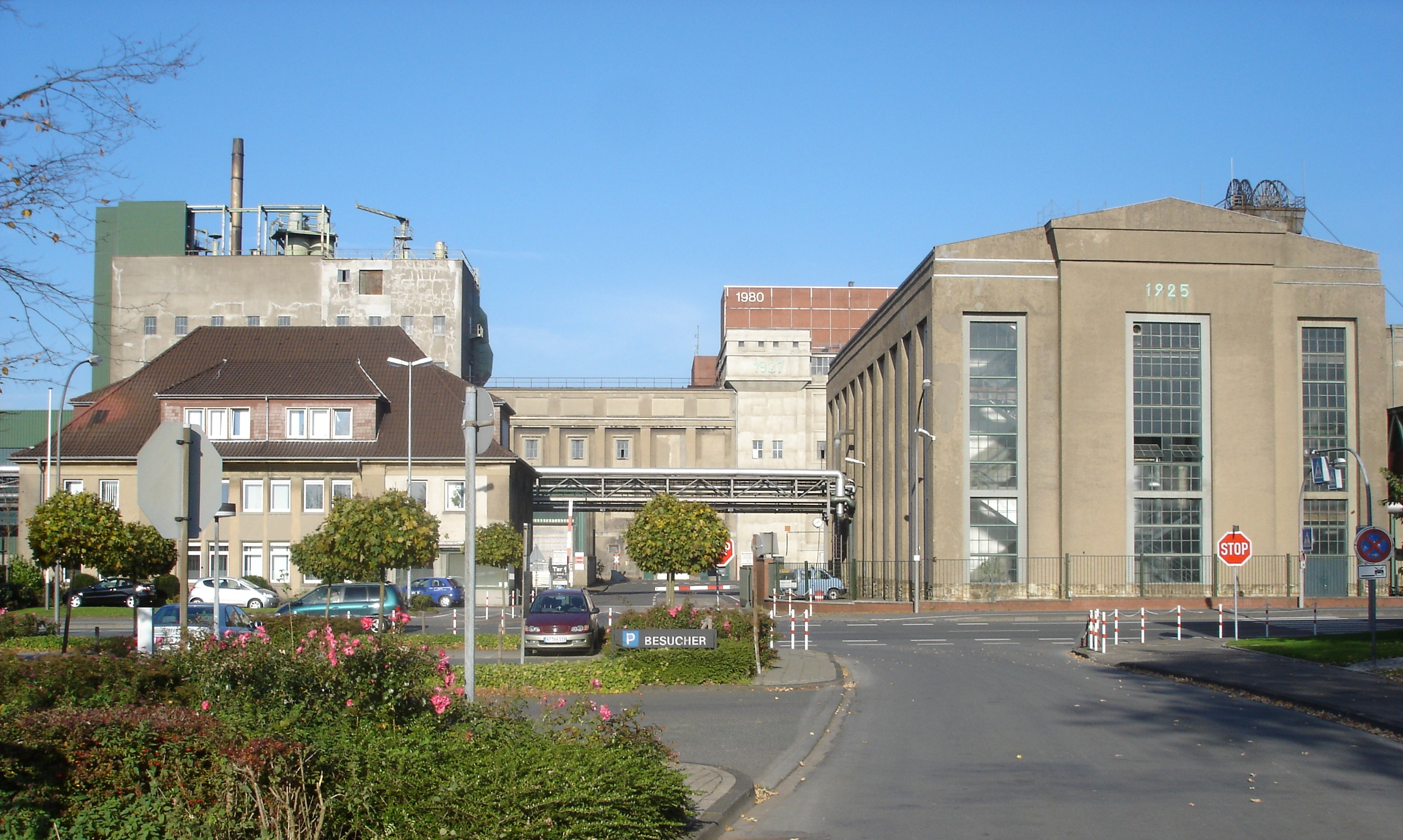
Hoofdpoort der Oeynhausenschacht van de v.m. steenkoolmijn Ibbenbüren
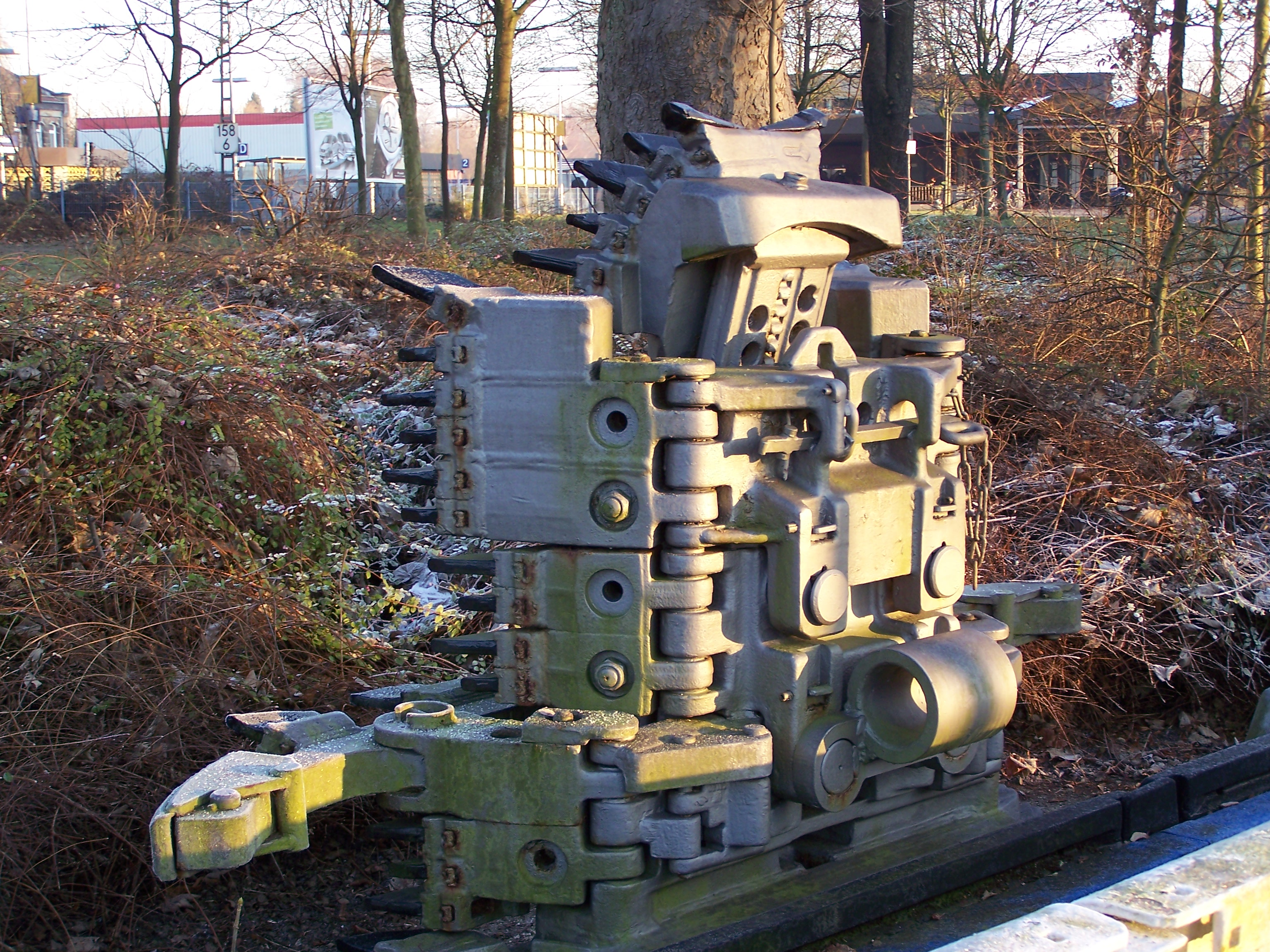
Model van de in 1943 in de mijn van Ibbenbüren uitgevonden kolenschaaf, opgesteld bij het station van Ibbenbüren

De geschiedenis van Ibbenbüren wordt in hoge mate bepaald door de geologische situatie: de deels reeds in de geologische periode Carboon ontstane Ibbenbürener Bergplatte leverde waardevolle delfstoffen zoals zandsteen, kalksteen, steenkool en zink- en ijzererts. Het steenkolenveld mat oorspronkelijk 14 × 5 kilometer. Ibbenbüren is zo een centrum van mijnbouw geworden. 
Vanaf de middeleeuwen tot 17 augustus 2018 werd in Ibbenbüren steenkool gewonnen. De steenkool bestond grotendeels uit hoogwaardig antraciet, waarvan een deel zonder verdere bewerking in de nabijgelegen kolencentrale werd verstookt om elektriciteit op te wekken. De mijn in Ibbenbüren was de voorlaatste nog in exploitatie zijnde steenkoolmijn in geheel Duitsland. Een van de mijnschachten ging tot een uitzonderlijk grote diepte van 1.545 meter. Vermeldenswaard is nog, dat arbeiders en ingenieurs in 1943  in de mijn van Ibbenbüren een kolenschaafapparaat hebben uitgevonden, waarvan het principe, het a.h.w. afschaven van het gesteente,  nog altijd in de mijnbouw wordt toegepast. Zie: Pijler (steenkoolmijn). In de loop der eeuwen ontstond tussen de bevolking en de bestuurders van de stad enerzijds en de mijn anderzijds een hechte band, ondanks een door mijngas veroorzaakt ongeluk op 26 augustus 1981, dat 8 mijnwerkers het leven kostte.
Wat de sociale en economische gevolgen van de mijnsluiting op langere termijn (2020-2035) zullen zijn, is nog onbekend. De statistieken geven aan, dat Ibbenbüren sinds ca. 2016 al meer uitgaande (woon-) dan inkomende (werk-)forensen heeft. Wel heeft de gemeente reeds vervangende werkgelegenheid aangetrokken in de transport- en logistieksector. 
De particuliere steenkoolmijn Grube Mieke nabij het Mittellandkanaal in stadsdeel Uffeln was van 1923-1964 in bedrijf.
Vanaf de 16e eeuw werd op de locatie met de huidige naam Zeche Perm (vanwege de ouderdom van het gesteente genoemd naar het geologische tijdvak Perm) ijzer-, lood- en zinkerts gewonnen. Deze mijn ging in 1921 dicht, maar was in de nazi-tijd van 1936 tot 1941 korte tijd weer in exploitatie.

### Politieke geschiedenis
Evenals buurgemeente Recke, behoorde Ibbenbüren in de middeleeuwen aanvankelijk tot het Graafschap Tecklenburg en vanaf 1515 tot het (Boven-)graafschap Lingen. De gemeente was in de daaropvolgende eeuw een speelbal van diverse mogendheden, waaronder Spanje, het Prinsbisdom Münster en de Republiek der Verenigde Nederlanden.  Bij de Vrede van Münster van 1648 viel dit graafschap aan het Nederlandse Huis Oranje-Nassau toe. Met een korte onderbreking door een bezetting door het Prinsbisdom Münster(1672-1674), bleef het Bovengraafschap Lingen in handen der Oranjes, totdat het in 1702 aan het Koninkrijk Pruisen viel. Van 1677 tot 1720 was de rooms-katholieke eredienst in de gemeente verboden. In 1724 verleende Pruisen aan Ibbenbüren stadsrechten.
In 1944 liep Ibbenbüren oorlogsschade op door geallieerde luchtbombardementen. De verovering van de gemeente in april 1945 door de geallieerden ging bij de pas over het Teutoburger Woud nabij Birgte gepaard met zware gevechten, waarbij vele slachtoffers vielen.

## Bezienswaardigheden en recreatie
- De rotsformaties  Dörenther Klippen en Hockendes Weib, twee van de voor Nederlanders en Belgen dichtstbijzijnde markante punten van het Teutoburger Woud, liggen op het grondgebied van Ibbenbüren.
- De ligging bij het Teutoburger Woud brengt met zich mee, dat veel langeafstandswandel- en -fietsroutes door de gemeente lopen.
- Al vanouds bekende toeristische attracties in Ibbenbüren zijn:
  - de uit 1926 daterende  Sommerrodelbahn (slee-baan)
  - het klauterbos waar men zich in het bergbeklimmen kan oefenen
  - het sprookjesbos
- De 15 ha grote, in 1970 vanwege zandwinning voor de uitbreiding van het autowegennet gegraven, recreatieplas Aa-see ligt midden in Ibbenbüren. Men kan er vissen. Zwemmen en met motorboten varen is er verboden.
- Het motorenmuseum in de stad toont vele klassieke motorfietsen en houdt 1 x per jaar een rally voor klassieke motoren.
- Haus Herold bij station Ibbenbüren herbergt sinds 2008 het streekmuseum van Ibbenbüren.

## Partnersteden
- Prievidza (Slowakije)
- Hellendoorn (Nederland)
- Gourdon (Lot) (Frankrijk)
- Jastrzębie Zdrój (Polen)
- Dessau-Roßlau (Duitsland)

## Belangrijke personen in relatie tot de gemeente

### Geboren
- Paul Frommeyer (*28 juni 1957), atleet en thans journalist
- Anja Karliczek (*29 april 1971), politica en minister
- Simon Rolfes (*21 januari 1982), voetballer
- Lars Unnerstall (*20 juli 1990), voetbaldoelman

### Overigen
- Franz-Josef Kemper (*Hopsten, 30 september 1945) , oud-atleet, bracht zijn jeugd door te Ibbenbüren
- Tom Gaebel (*Gelsenkirchen, 13 januari 1975), jazz-musicus, bracht zijn jeugd door te Ibbenbüren

## Afbeeldingen

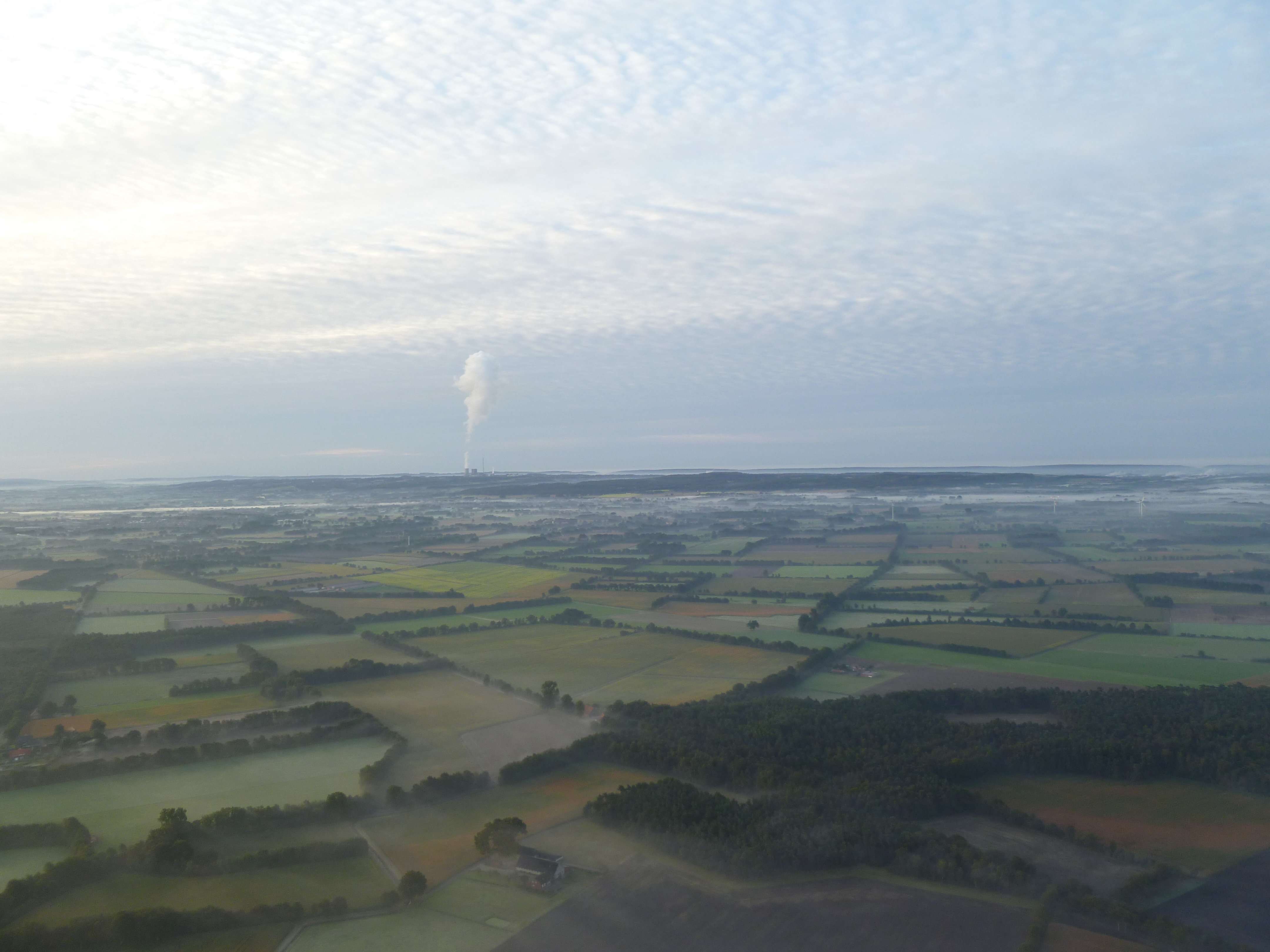
De Ibbenbürener Bergplatte van het noorden uit gezien
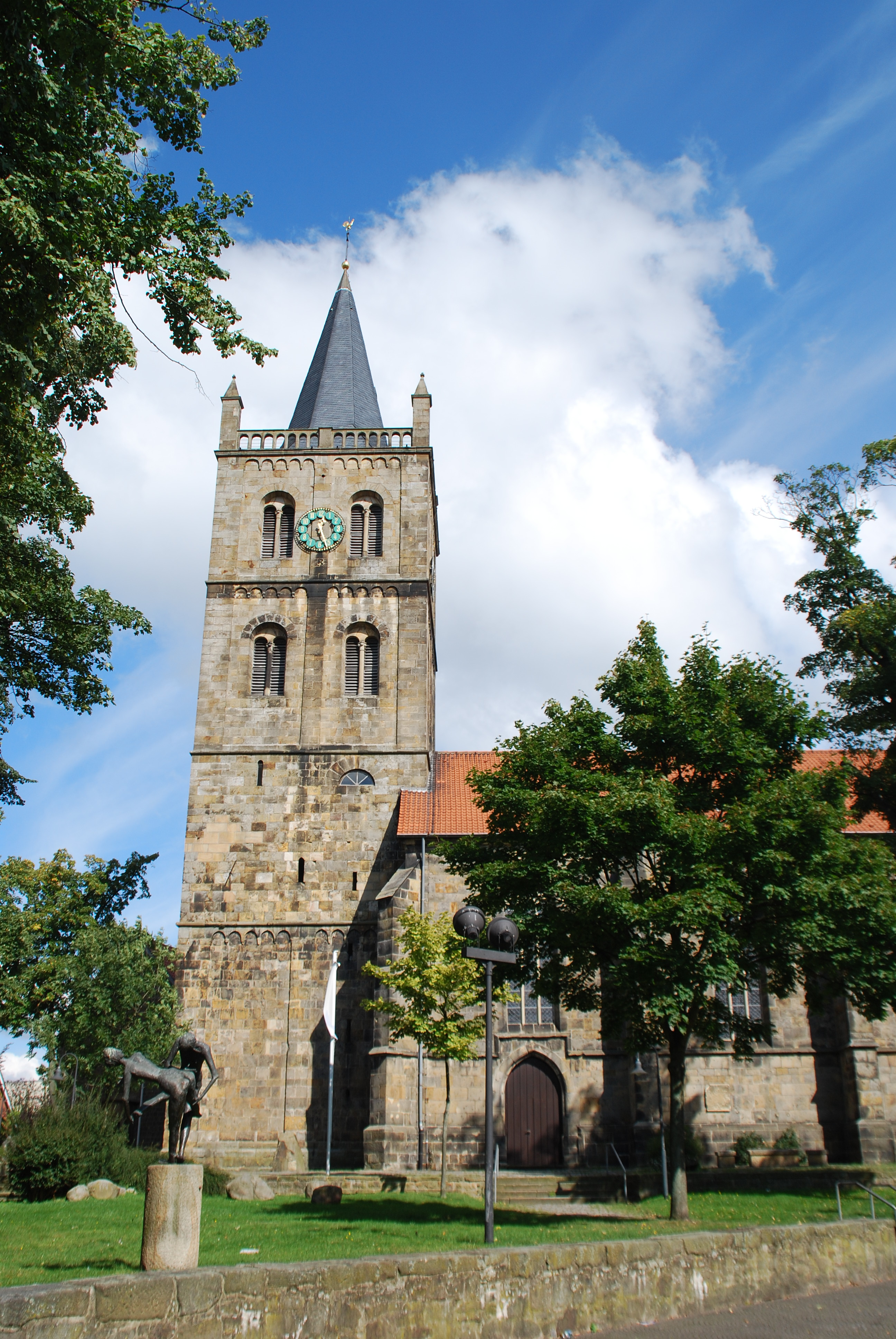
De evangelisch-lutherse Christuskerk in de stad (16e eeuw; in de 19e eeuw na brand herbouwd)
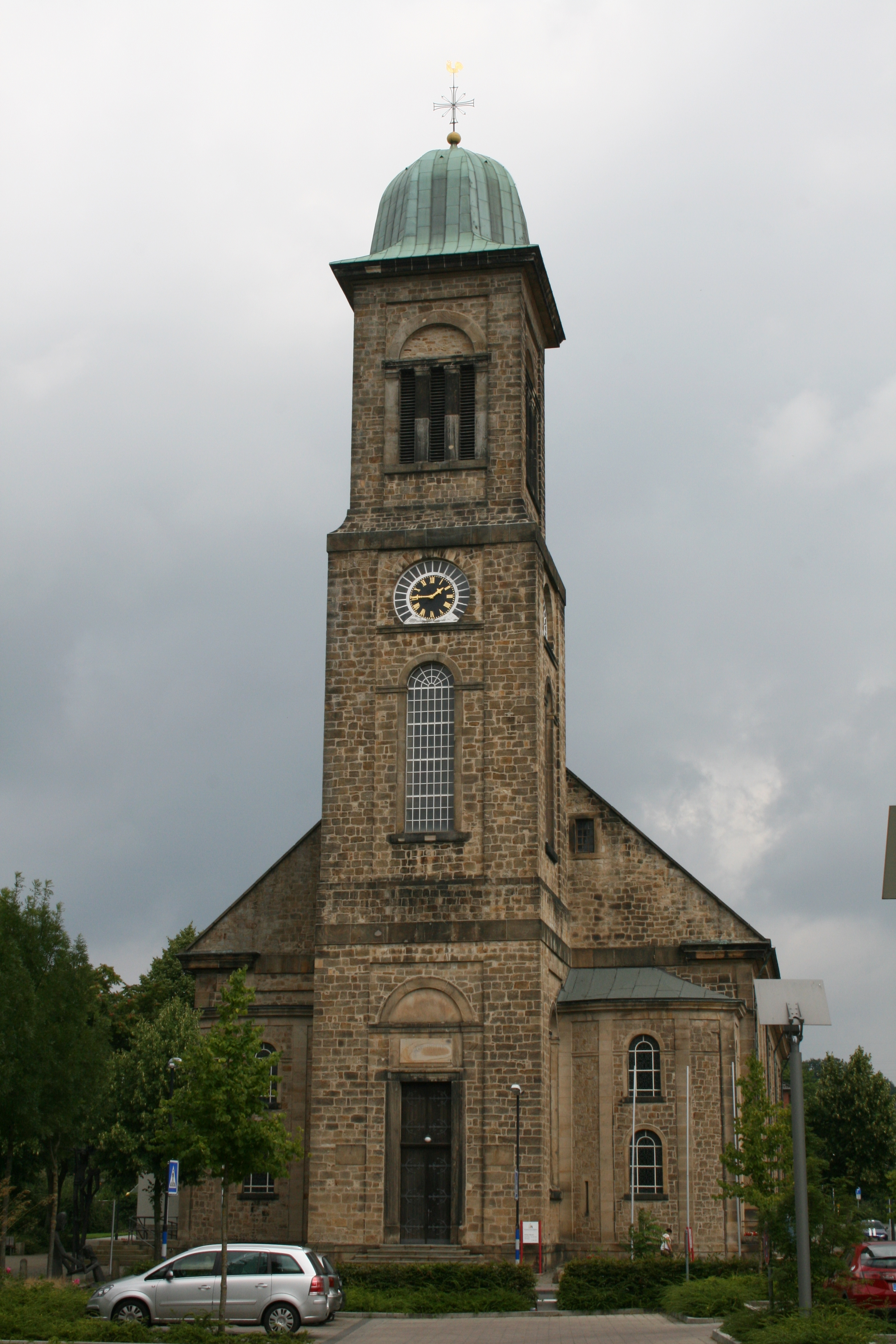
R.K. Mauritiuskerk Ibbenbüren (1830)
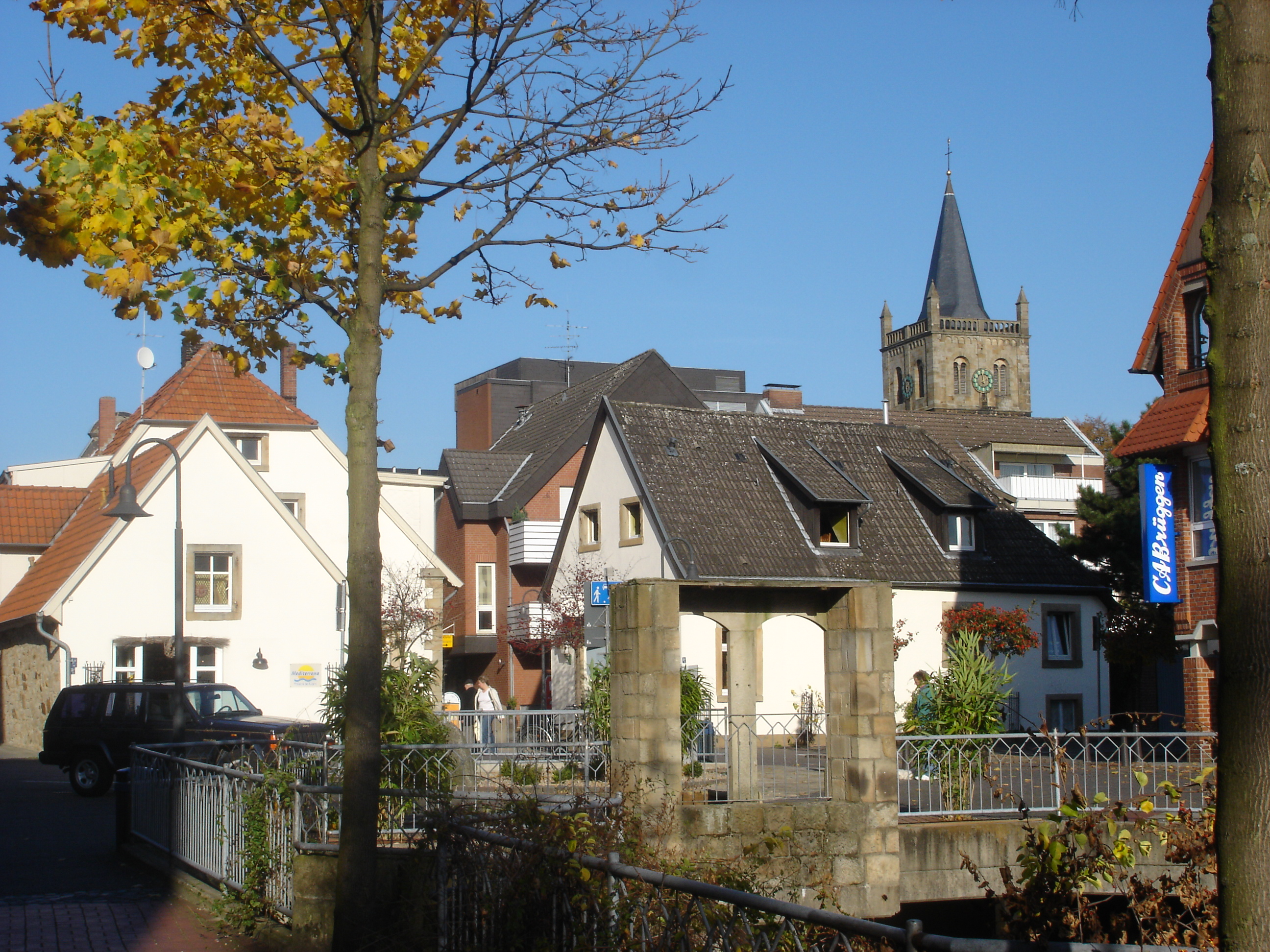
Alter Posthof'
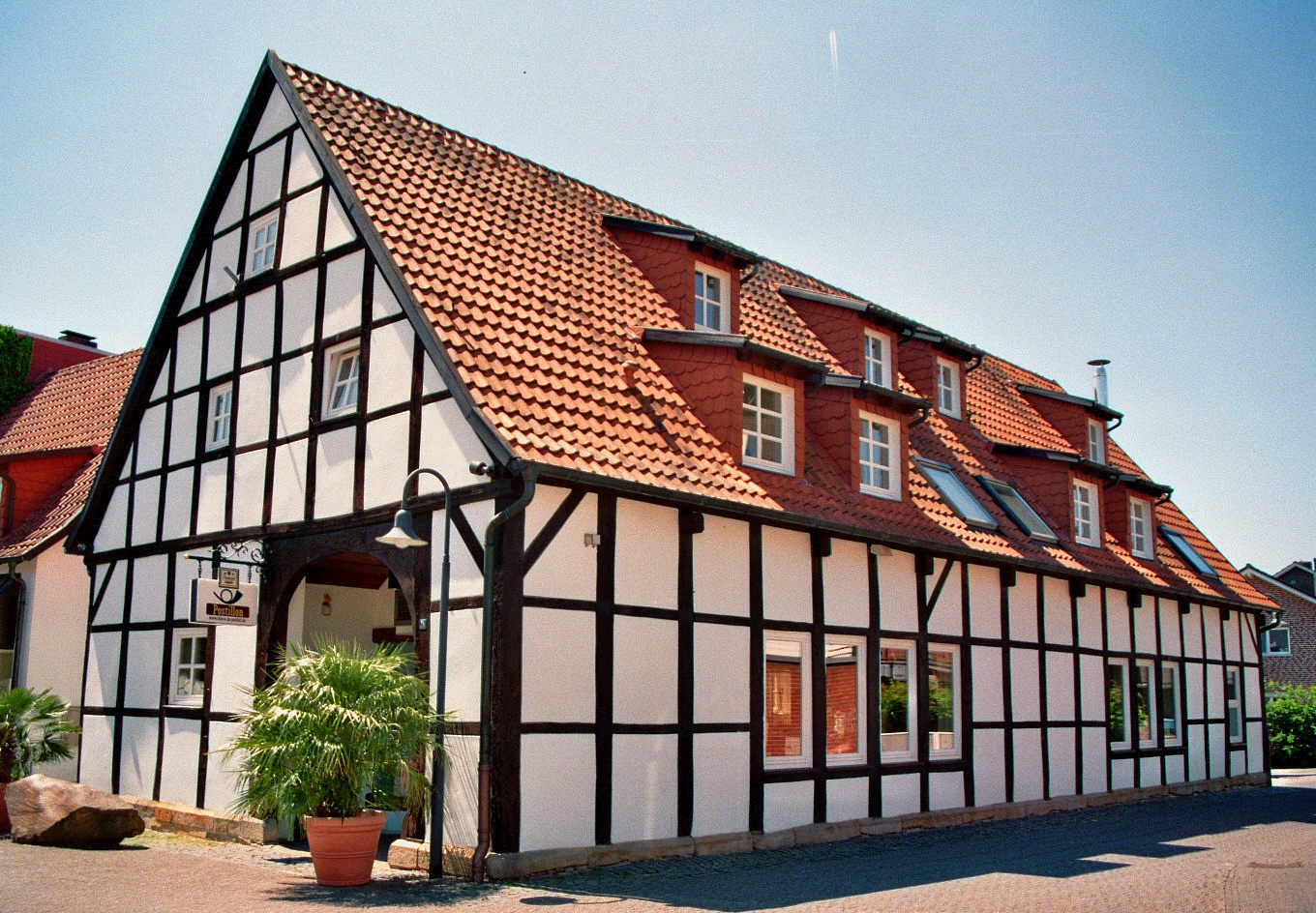
Vakwerkhuis  Am Alten Posthof 26 a
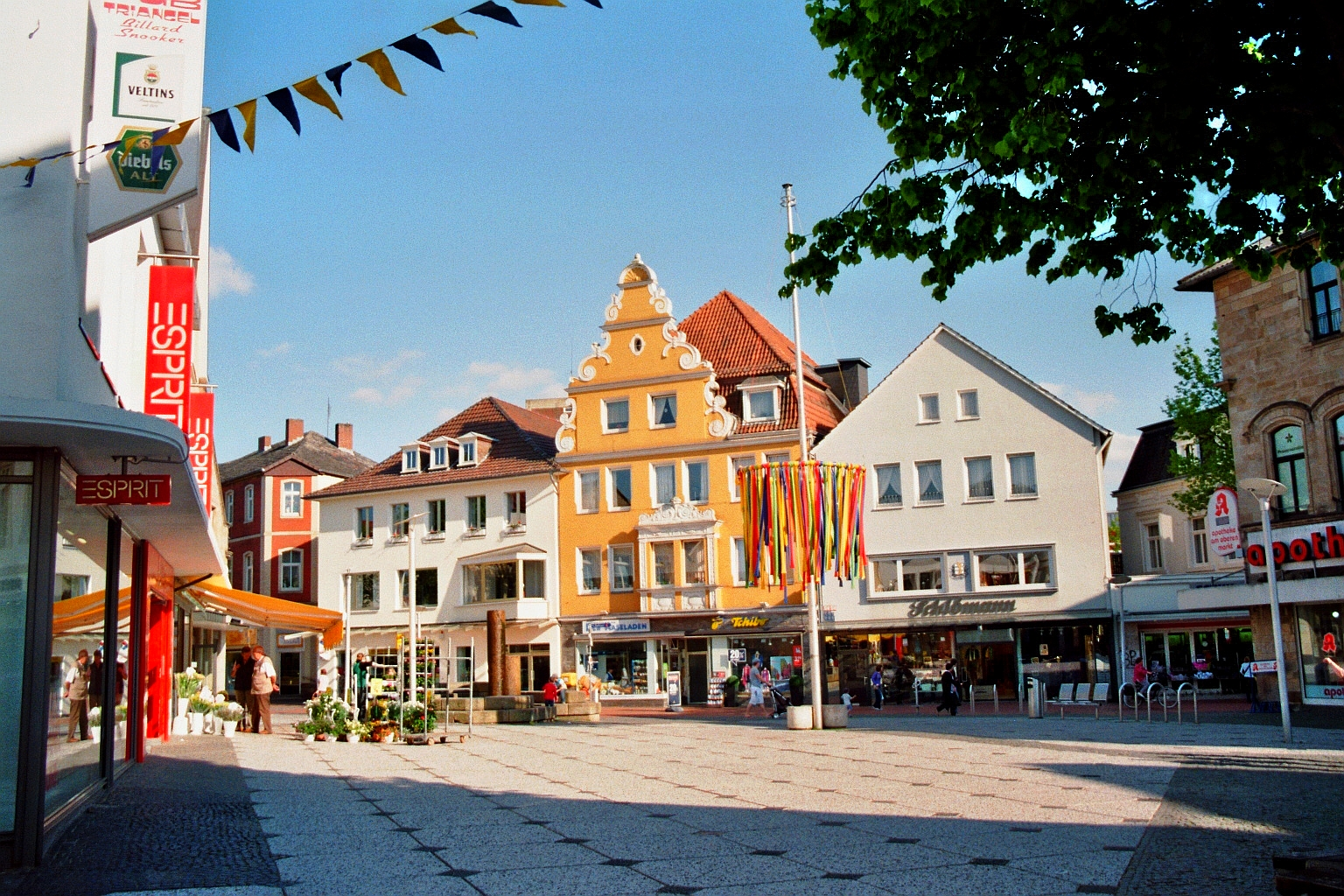
Oberer Markt
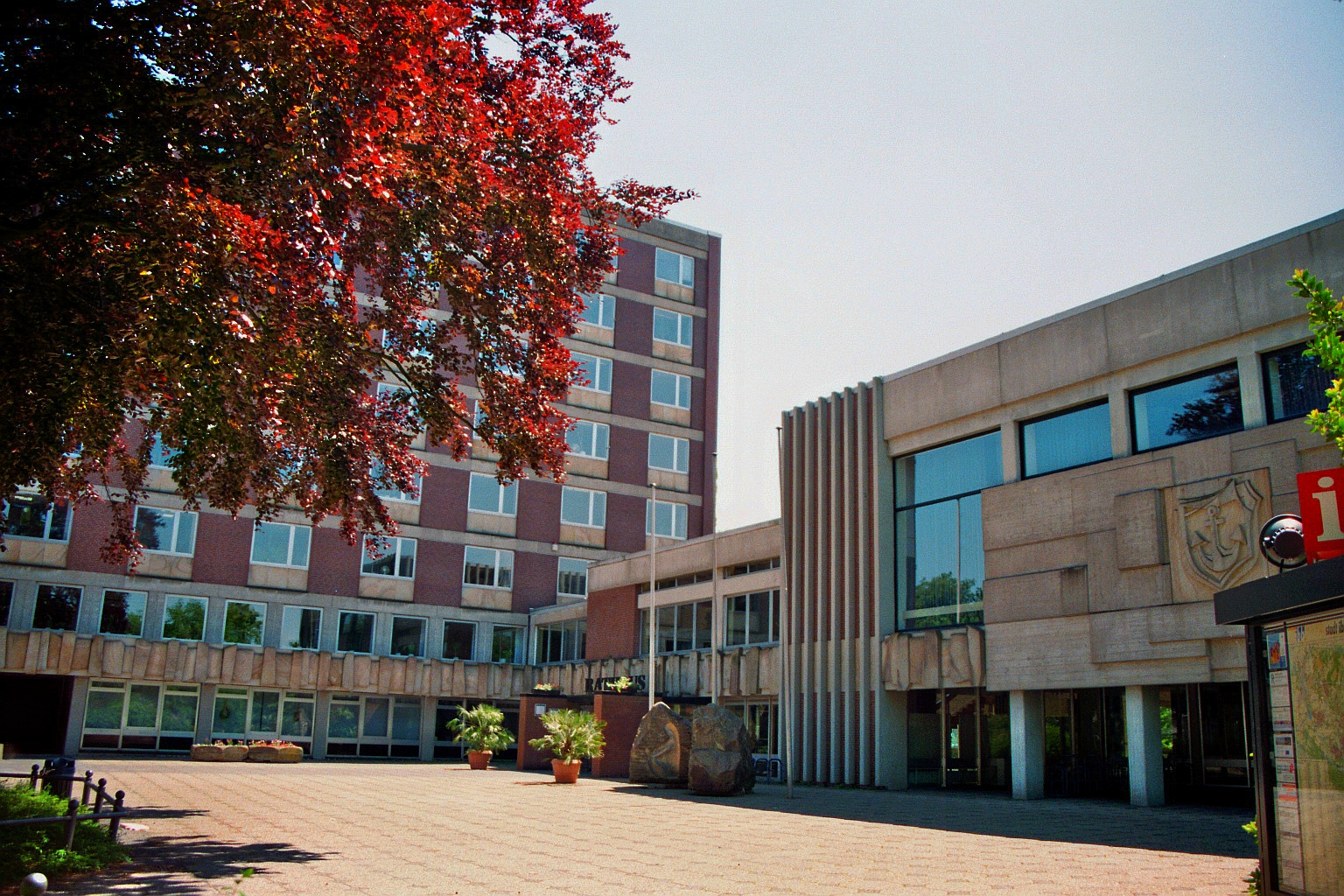
Gemeentehuis
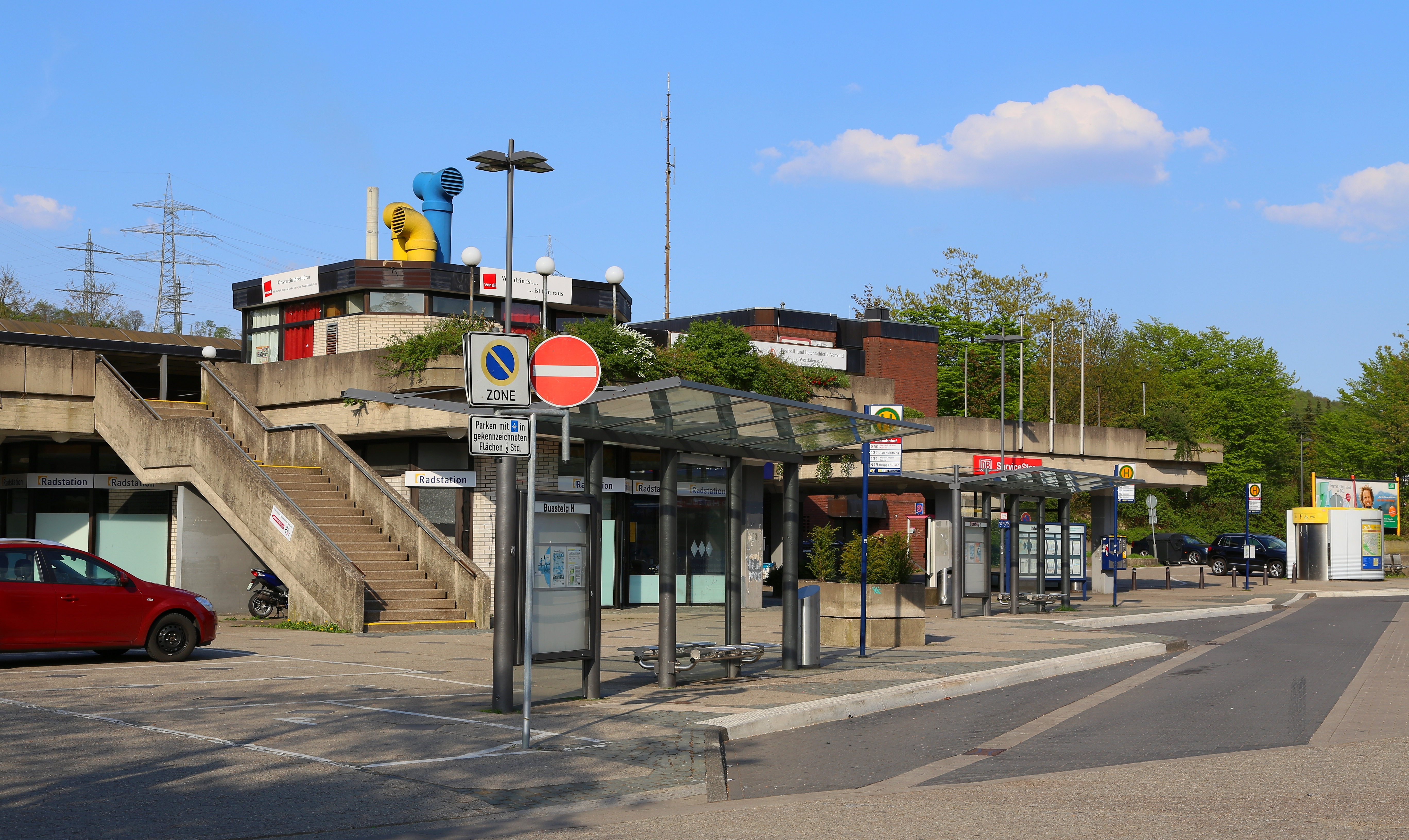
Station
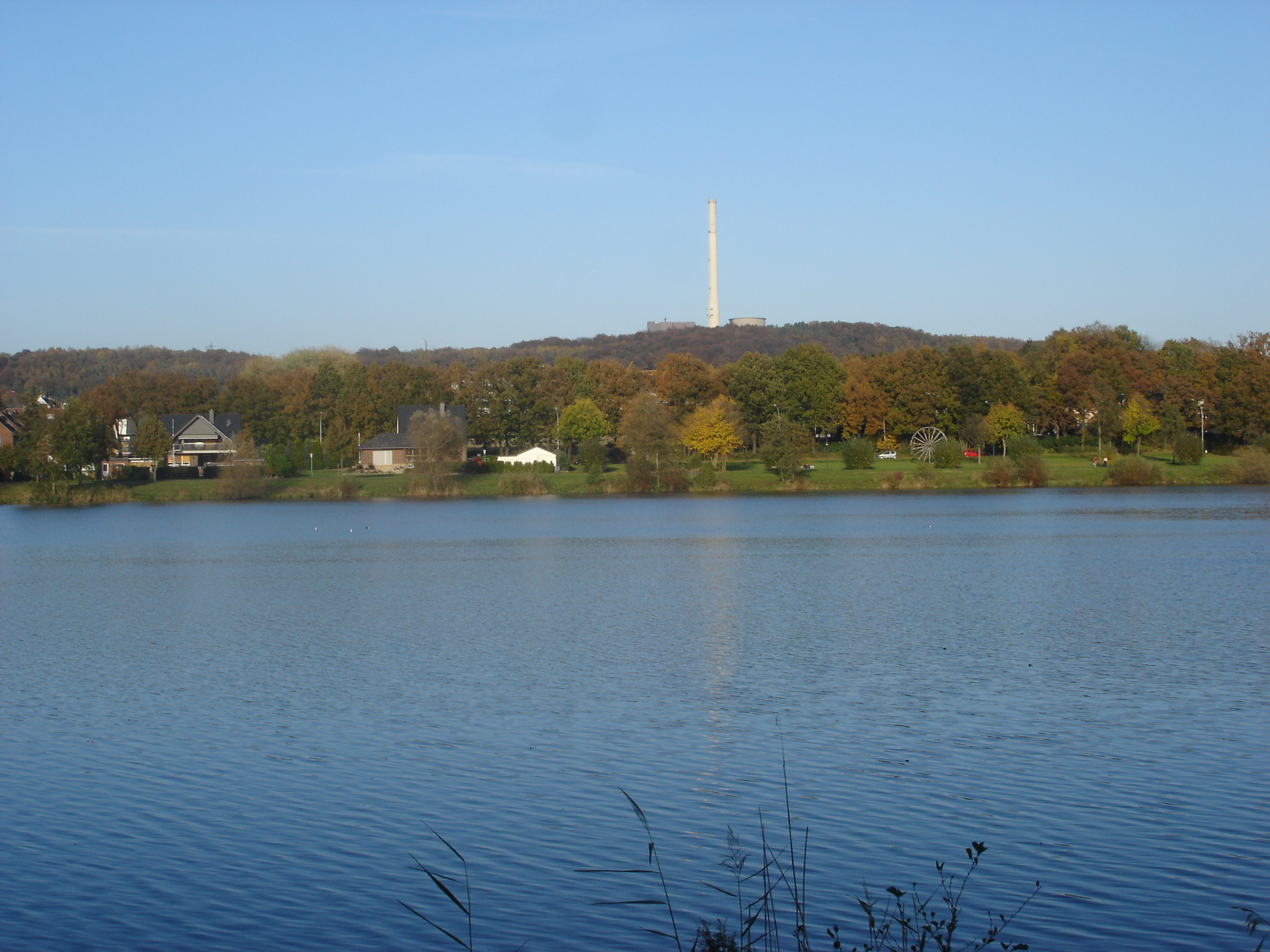
De 15 ha grote recreatieplas Aa-see
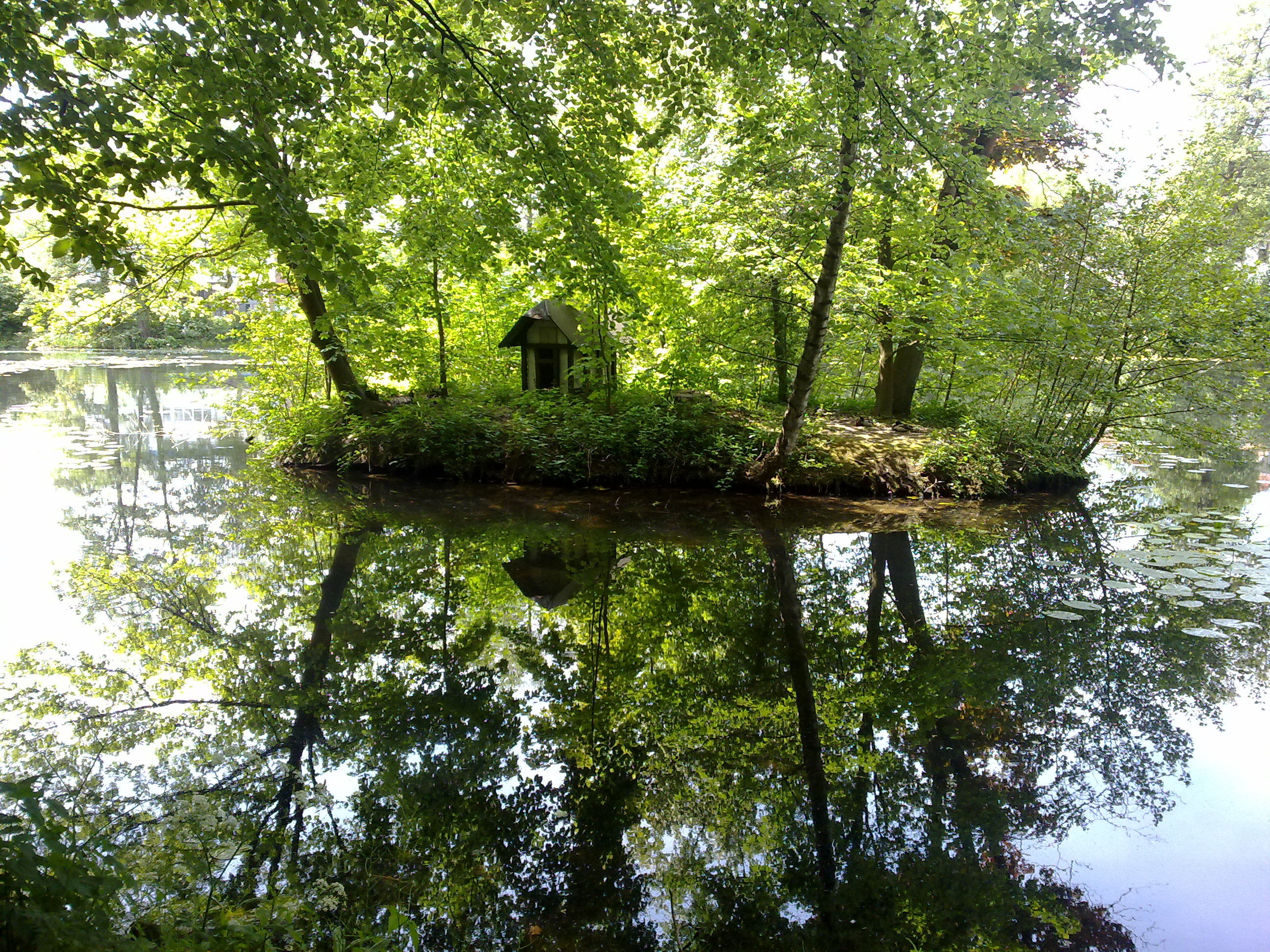
Molenvijver
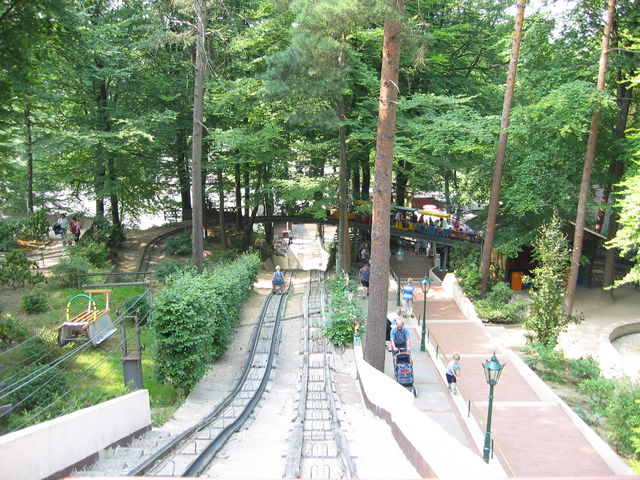
Sommerrodelbahn (sleebaan) Ibbenbüren, een al sinds 1926 bestaande toeristenattractie
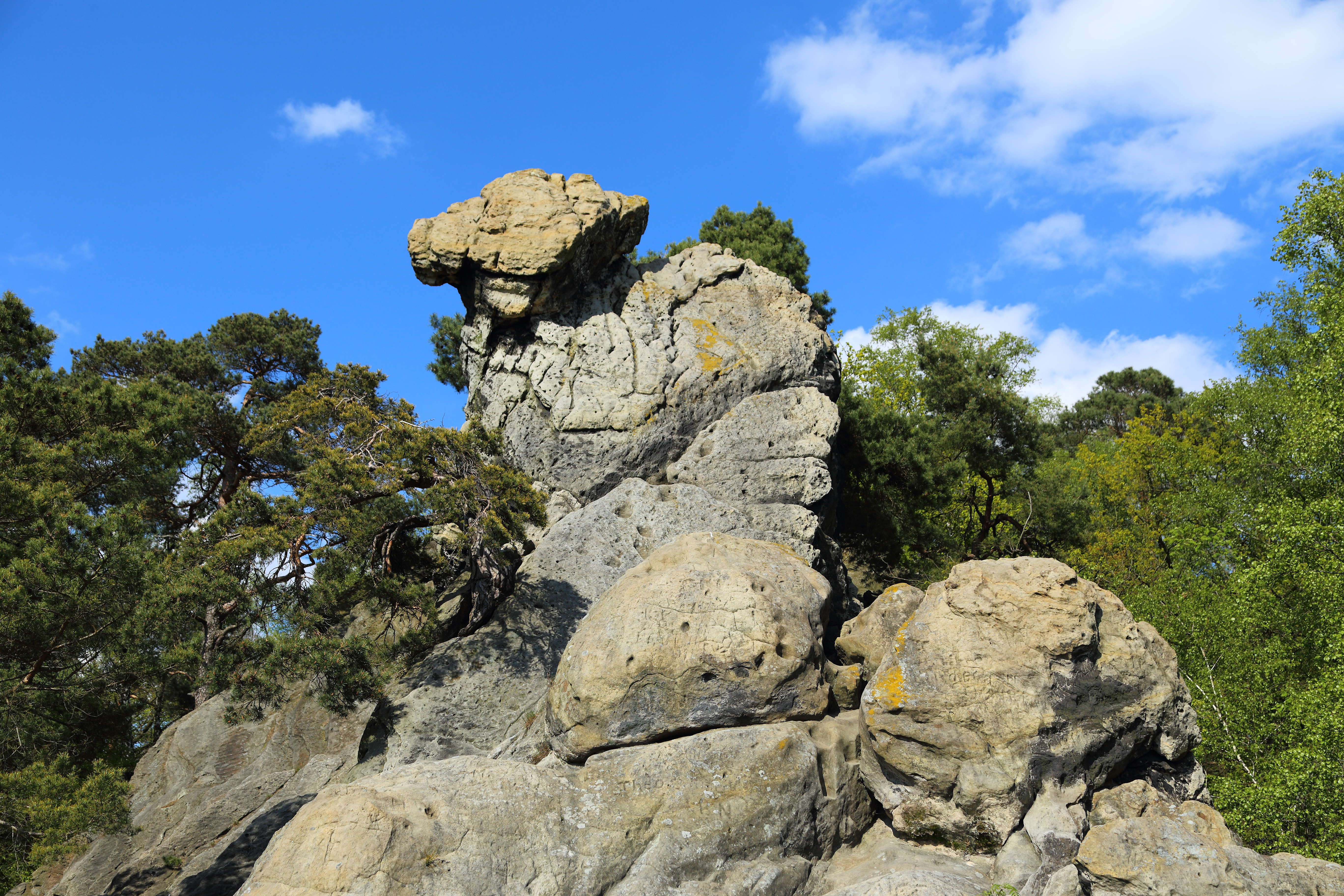
De rots „Hockendes Weib“ in de Dörenther Klippen
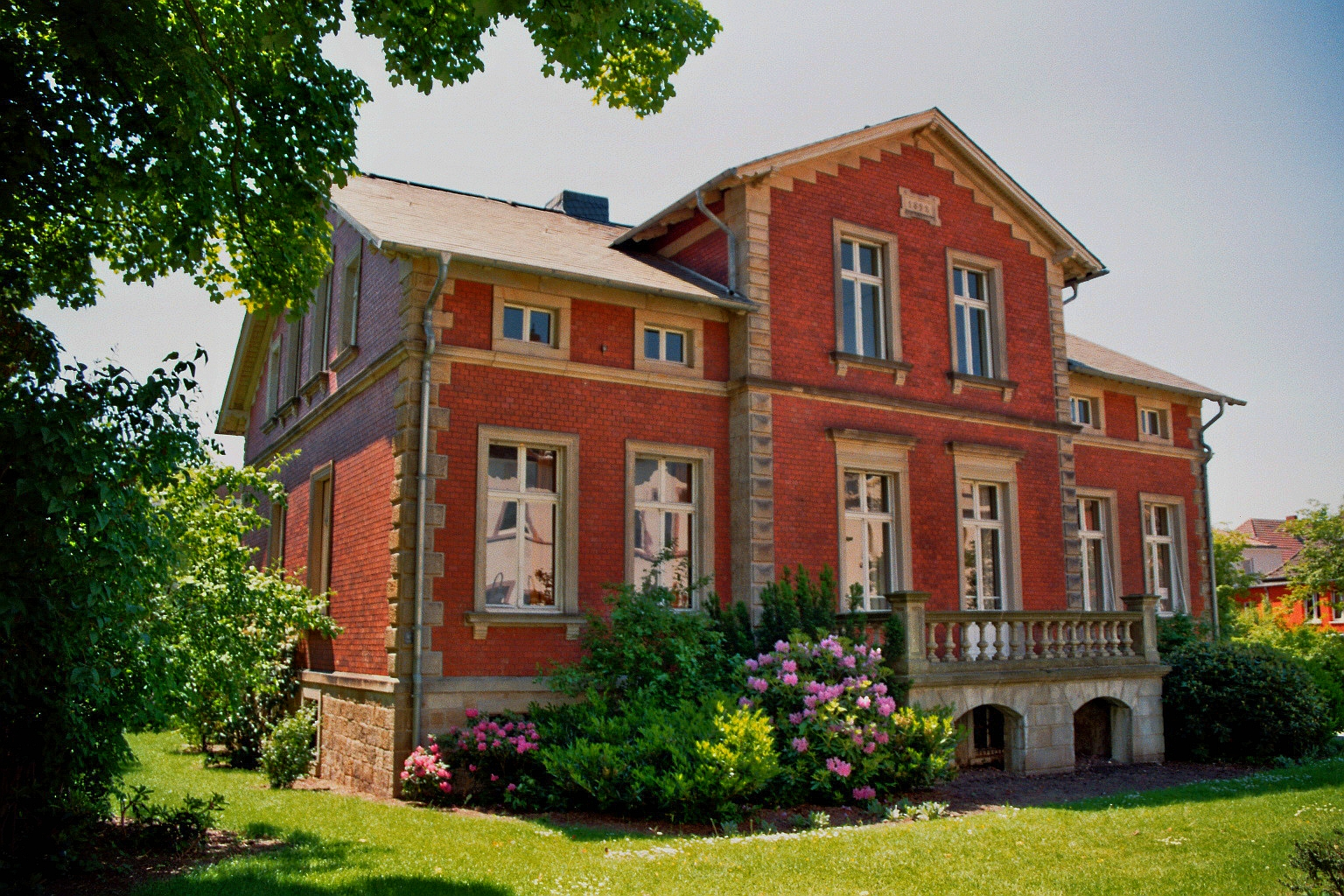
Haus Herold bij station Ibbenbüren, sinds 2008 streekmuseum

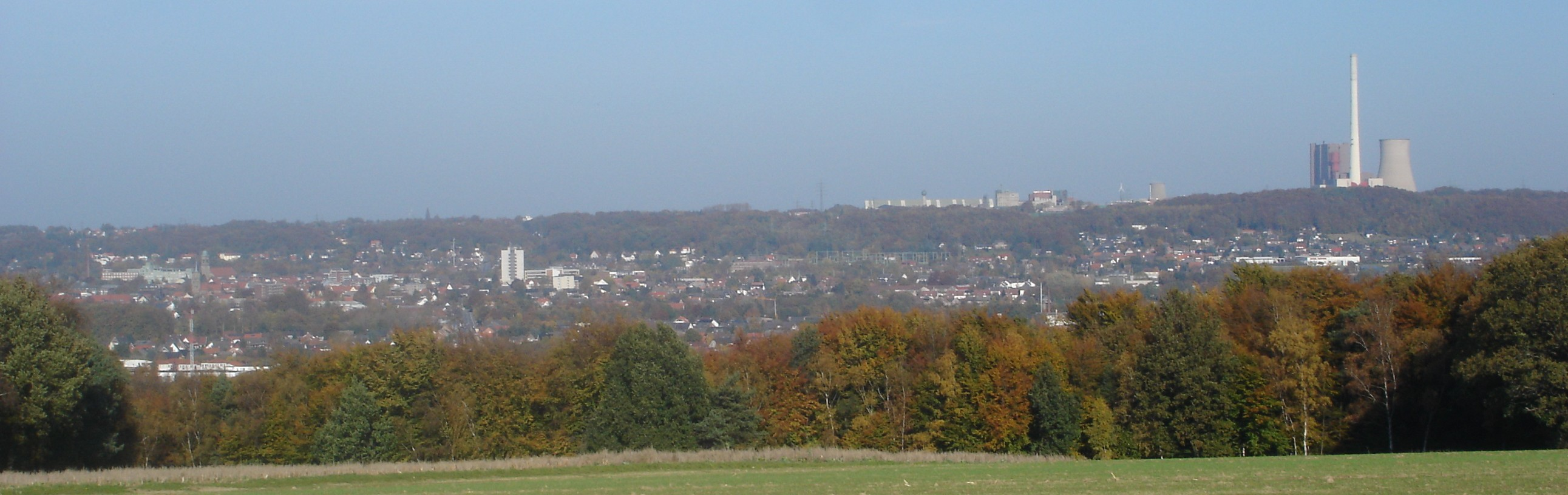
Panoramauitzicht op het stadscentrum van Ibbenbüren gezien vanaf de "Dörenther Berg." In de achtergrond zijn de mijn en de elektriciteitscentrale Ibbenbüren op de "Schafberg" goed te herkennen.

## Weblinks
- www.motorradmuseum-ibbenbueren.de Motorenmuseum

Altenberge · Emsdetten · Greven · Hopsten · Hörstel · Horstmar · Ibbenbüren · Ladbergen · Laer · Lengerich · Lienen · Lotte · Metelen · Mettingen · Neuenkirchen · Nordwalde · Ochtrup · Recke · Rheine · Saerbeck · Steinfurt · Tecklenburg · Westerkappeln · Wettringen